# Claudia Motea
Claudia Motea (n. 1969) este actor, regizor, dramaturg, poet, scenarist și producător. Are dublă cetățenie, română și canadiană. După 12 ani în Canada, Claudia Motea a revenit în România. Este Director Relații Publice la UARF- Uniunea Autorilor și Realizatorilor de Film din România,  Președinte la UAP- Uniunea Artiștilor Plastici, Departamentului Artele Spectacolului și Director Artistic la Teatrul NOSTRUM, teatru afiliat la Uniunea Ziariștilor Profesioniști din România - UZPR și Uniunea Artiștilor Plastici din România- UAP.

## Studii
A absolvit Facultatea de ARTE, București, Romania, Masterantă în Dramaturgie Cinematografică, Stratford Career Institute- Montreal, Canada, Cursuri post-universitare - University of Ontario, Canada.

## Activitate
Între 1995-1997 a jucat în celebrul spectacol Danaidele, regizat de renumitul regizor Silviu Purcărete, având reprezentări în multe țări europene, precum și în SUA, la New York, pe Broadway.
A realizat spectacolul-film Iubește-mă... America!, unde a scris scenariul și joacă opt roluri în tot atâtea ipostaze diferite, în regia lui Alecu Croitoru.
A scris și produs mai multe filme de scurt metraj printre care și  Kandy-Ciocolată de lux cu gust de femeie, unde a realizat scenariul, împreună cu Mariana Pachis, și joacă rolul principal, alături de Adrian Enache.
Este directorul artistic al trupei Teatrul Nostrum, unde a realizat spectacolele Seniorii în direct, Din bătaia inimii lui Eminescu , Iubirile lui Brâncuși și De-a Baba Oarba prin Iubire.

## Recunoașteri
- Best Actress, Best Original Script, Best Production, Best Audience Award- și o nominalizare Brickenden Award similar cu Premiul de Excelență în dramaturgia canadiană -at the London Theatre Film Festival- Canada 2007
- Pentru filmul Kandy-Ciocolată de lux cu gust de femeie , în care joacă rolul principal și semnează pentru co-scenariu și co-producție, Claudia Motea a fost laureata Festivalului Modern-Movie Galați 2015, primind Premiul Cea mai bună actriță a anului.
- Anul 2014 i-a adus realizări profesionale în țară , dar și în străinătate, iar pe lângă distincția Magna cum laude UARF a primit Premiul de Excelență la Gala Celebrităților 2014, alături de alte personalități românești: Klaus Johannis, Simona Halep, Gheorghe Hagi, Leonard Doroftei, Radu Beligan, Florin Zamfirescu, Sebastian Papaiani, Adrian Gorun, Cristian Țopescu.
- În anul 2015 a fost aleasă una dintre cele zece femei de succes ale anului la Gala FEMEI DE SUCCES și a primit din partea UARF- Uniunea Autorilor și Realizatorilor de Film, uniune înființată de regretatul Sergiu Nicolaescu și prezidată de regizorul Ioan Cărmăzan-CLACHETA DE AUR pentru activitatea sa artistică în Diaspora.
- A participat și a susținut diferite workshopuri de teatru în țară și în Statele Unite ale Americii și a prezidat diferite Jurii ale Festivalurilor de Teatru și Film naționale și internaționale.
- A primit numeroase distincții și premii naționale și internaționale și a fost pre-selectată în a deveni  membru al Academiei de Arte din Bruxelles.
- Este apreciată de criticul de teatru și film Călin Căliman într-un volum recent, publicat în anul 2016. [3]